# Thaiderces thamphrikensis
Espèce
Thaiderces thamphrikensis est une espèce d'araignées aranéomorphes de la famille des Psilodercidae.

## Distribution
Cette espèce est endémique de la province de Phitsanulok en Thaïlande,. Elle se rencontre dans la grotte Tham Phrik à Ban Tham.

## Description
Le mâle holotype mesure 1,62 mm et la femelle paratype 2,60 mm.

## Étymologie
Son nom d'espèce, composé de thamphrik et du suffixe latin -ensis, « qui vit dans, qui habite », lui a été donné en référence au lieu de sa découverte, la grotte Tham Phrik.

## Publication originale
- Chang & Li, 2019 : Fourteen new species of the spider genus Thaiderces from Southeast Asia (Araneae, Psilodercidae). ZooKeys, no 869, p. 103-146 (texte intégral).